# Clusia lanceolata
Clusia lanceolata là một loài thực vật có hoa trong họ Bứa. Loài này được Cambess. mô tả khoa học đầu tiên năm 1828.

## Hình ảnh

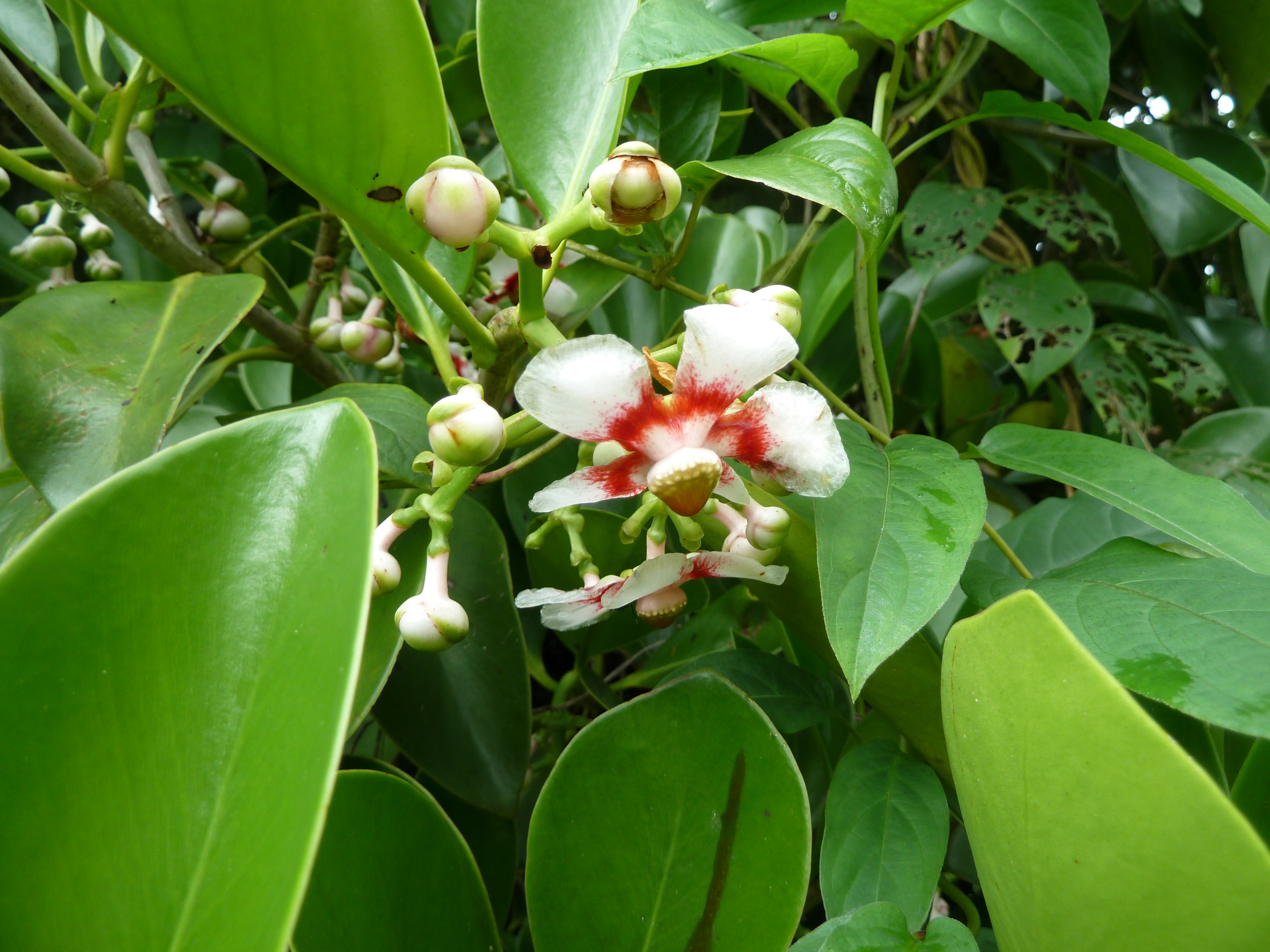
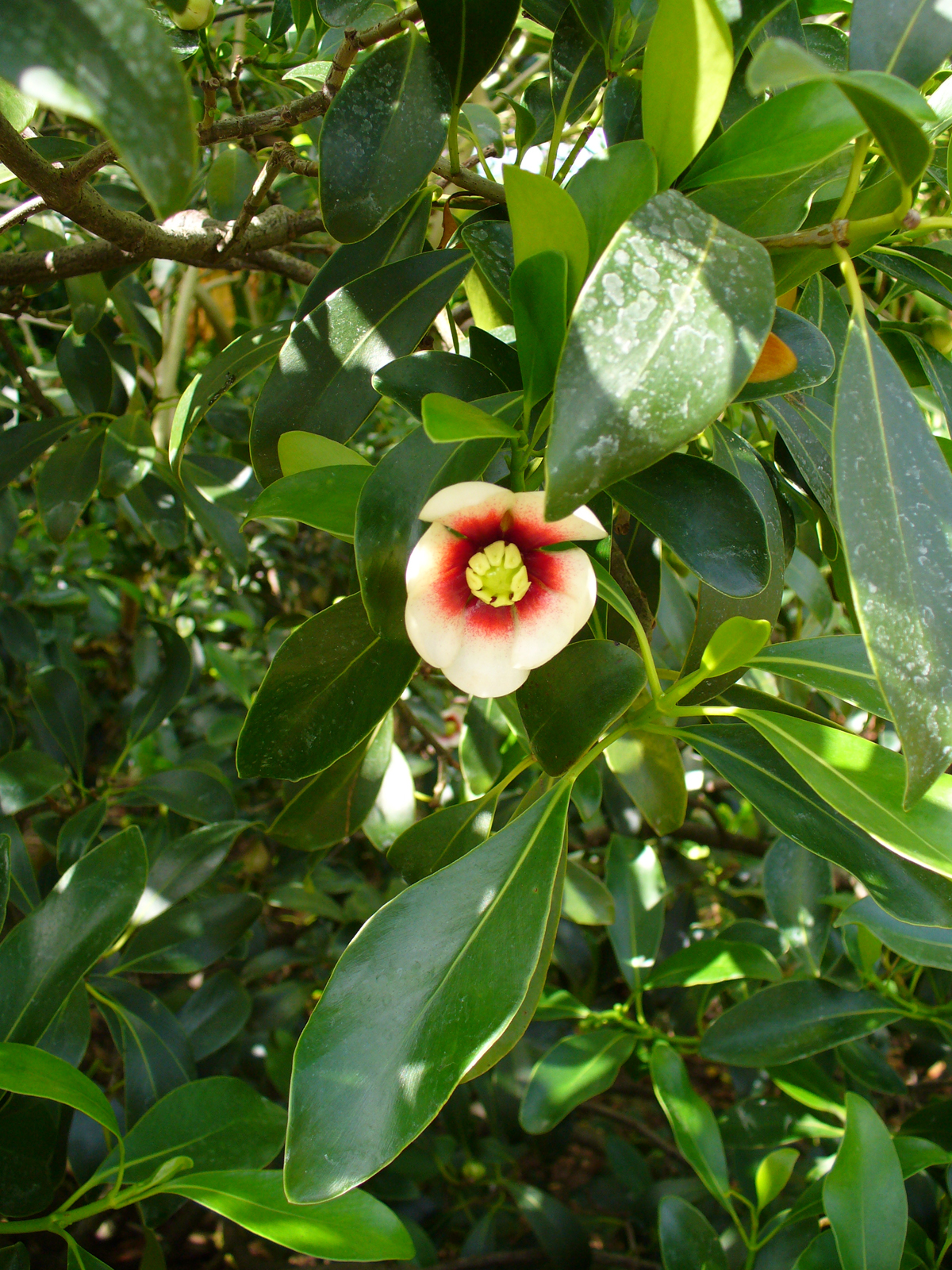